# Zdeněk Čech (lední hokejista)
Ing. Zdeněk Čech (* 8. listopadu 1951) je bývalý český hokejový útočník. Po skončení aktivní kariéry působil jako trenér. Jeho synové Martin Čech a Filip Čech byli také ligoví hokejisté.

## Hokejová kariéra
V československé lize hrál za TJ Gottwaldov. Odehrál 10 ligových sezón, nastoupil ve 372 ligových utkáních, dal 98 gólů a měl 67 asistencí.

## Klubové statistiky
| Sezona    | Klub          | Soutěž  | Základní část | Základní část | Základní část | Základní část | Základní část | Play off | Play off | Play off | Play off | Play off |
| Sezona    | Klub          | Soutěž  | Z             | G             | A             | B             | TM            | Z        | G        | A        | B        | TM       |
| --------- | ------------- | ------- | ------------- | ------------- | ------------- | ------------- | ------------- | -------- | -------- | -------- | -------- | -------- |
| 1974/1975 | TJ Gottwaldov | 1. liga | 43            | 8             | 8             | 16            | -             |          |          |          |          |          |
| 1975/1976 | TJ Gottwaldov | 2. liga | -             | 23            | 18            | 43            | -             |          |          |          |          |          |
| 1976/1977 | TJ Gottwaldov | 1. liga | 31            | 14            | 4             | 18            | -             |          |          |          |          |          |
| 1977/1978 | TJ Gottwaldov | 2. liga | 43            | 30            | -             | -             | 28            |          |          |          |          |          |
| 1978/1979 | TJ Gottwaldov | 1. liga | 43            | 12            | 6             | 18            | -             |          |          |          |          |          |
| 1979/1980 | TJ Gottwaldov | 2. liga | 42            | 17            | -             | -             | 22            |          |          |          |          |          |
| 1980/1981 | TJ Gottwaldov | 1. liga | 35            | 3             | 9             | 12            | 6             |          |          |          |          |          |
| 1981/1982 | TJ Gottwaldov | 1. liga | 40            | 7             | 9             | 16            | -             |          |          |          |          |          |
| 1982/1983 | TJ Gottwaldov | 1. liga | 40            | 19            | 7             | 26            | 14            |          |          |          |          |          |
| 1983/1984 | TJ Gottwaldov | 1. liga | 42            | 13            | 10            | 23            | 14            |          |          |          |          |          |
| 1984/1985 | TJ Gottwaldov | 1. liga | 40            | 10            | 6             | 16            | 22            |          |          |          |          |          |
| 1985/1986 | TJ Gottwaldov | 1. liga | 21            | 11            | 7             | 18            | 10            | 5        | 2        | 1        | 3        | -        |
| 1986/1987 | TJ Gottwaldov | 1. liga | 24            | 1             | 1             | 2             | 14            | 1        | 1        | 0        | 1        | -        |